# Crœttwiller
Crœttwiller település Franciaországban, Bas-Rhin megyében. Lakosainak száma 181 fő (2022. január 1.). Crœttwiller Buhl, Eberbach-Seltz, Niederrœdern, Oberlauterbach, Siegen és Trimbach községekkel határos.

## Népesség
A település népességének változása:
| Lakosok száma | 173  | 172  | 176  | 176  | 178  | 181  | 179  | 178  | 181  |
|               | 2013 | 2015 | 2016 | 2017 | 2018 | 2019 | 2020 | 2021 | 2022 |